# ولکا کرش
ولکا کرش (به لاتین: Velká Kraš) یک ناحیه در جمهوری چک است که در Jeseník District واقع شده‌است.

## خصوصیات
ولکا کرش ۲۱٫۵۰ کیلومترمربع مساحت و ۸۳۸ نفر جمعیت دارد و ۲۵۲ متر بالاتر از سطح دریا واقع شده‌است.